# 床幸
床幸（とこゆき、1968年1月24日 - ）は、大相撲の床山。本名は太田孝幸。北海道上川郡愛別町出身。大島部屋所属。現在一等床山を務めている。

## 履歴
- 1984年1月場所 - 採用。
- 1999年以前 - 三等床山。
- 2004年1月場所 - 二等床山に昇進。
- 2014年1月場所 - 一等床山に昇進。